# فانيسا راج
فانيسا راج هي لاعبة الاسكواش ماليزية، ولدت في 6 يناير 1996 في بينانق في ماليزيا.

## وصلات خارجية
- فانيسا راج على موقع الاتحاد الدولي لمحترفي الاسكواش (مؤرشف) (الإنجليزية)
- فانيسا راج على موقع SquashInfo.com (الإنجليزية)